# 尾叶稀子蕨
尾叶稀子蕨（学名：Monachosorum flagellare）为碗蕨科稀子蕨属下的一个种。

## 变种
- 华中稀子蕨 Monachosorum flagellare var. nipponicum